# Melissodes
Melissodes is een geslacht van vliesvleugelig insecten uit de familie bijen en hommels (Apidae). De wetenschappelijke naam van het geslacht is voor het eerst geldig gepubliceerd in 1829 door Pierre André Latreille.
Melissodes komt voor in Amerika. Het is het belangrijkste Noord-Amerikaans geslacht van Eucerini, al zijn er ook enkele Zuid-Amerikaanse soorten.
Het zijn solitaire bijen. De wijfjes leggen hun eitjes in nesten in de grond, en bevoorraden de cellen in de nesten met stuifmeel. Melissodes agilis bijvoorbeeld zorgt daarbij voor de bestuiving van zonnebloemen.

## Soorten
- M. ablusa Cockerell, 1926
- M. agilis Cresson, 1878
- M. americana (Lepeletier, 1841)
- M. apicata Lovell & Cockerell, 1906
- M. appressa LaBerge, 1961
- M. baileyi Cockerell, 1906
- M. bicolorata LaBerge, 1961
- M. bidentis Cockerell, 1914
- M. bimaculata (Lepeletier, 1825)
- M. bimatris LaBerge, 1961
- M. blanda LaBerge, 1956
- M. boltoniae Robertson, 1905
- M. brevipyga LaBerge, 1961
- M. bruneri (Cockerell, 1918)
- M. cerussata LaBerge, 1961
- M. cestus Krombein, 1953
- M. clarkiae LaBerge, 1961
- M. coloradensis Cresson, 1878
- M. colliciata Cockerell, 1910
- M. comata LaBerge, 1961
- M. communis Cresson, 1878
- M. composita Tucker, 1909
- M. comptoides Robertson, 1898
- M. confusa Cresson, 1878
- M. coreopsis Robertson, 1905
- M. crocina LaBerge, 1961
- M. cubensis LaBerge, 1956
- M. dagosa Cockerell, 1909
- M. denticulata Smith, 1854
- M. dentiventris Smith, 1854
- M. desponsa Smith, 1854
- M. druriella (Kirby, 1802)
- M. ecuadoria Bertoni & Schrottky, 1910
- M. elegans LaBerge, 1961
- M. excurrens (Cockerell, 1903)
- M. exilis LaBerge, 1961
- M. expolita LaBerge, 1961
- M. fasciatella LaBerge, 1961
- M. fimbriata Cresson, 1878
- M. flexa LaBerge, 1956
- M. floris Cockerell, 1896
- M. foxi Crawford, 1915
- M. fumosa LaBerge, 1961
- M. gelida LaBerge, 1961
- M. gilensis Cockerell, 1896
- M. glenwoodensis Cockerell, 1905
- M. grindeliae Cockerell, 1898
- M. haitiensis LaBerge, 1961
- M. humilior Cockerell, 1903
- M. hurdi LaBerge, 1961
- M. hymenoxidis Cockerell, 1906
- M. illata Lovell & Cockerell, 1906
- M. interrupta LaBerge, 1961
- M. intorta Cresson, 1872
- M. labiatarum Cockerell, 1896
- M. leprieuri Blanchard, 1849
- M. limbus LaBerge, 1961
- M. lupina Cresson, 1878
- M. lustra LaBerge, 1961
- M. lutulenta LaBerge, 1961
- M. maesta LaBerge, 1956
- M. manipularis Smith, 1854
- M. martinicensis Cockerell, 1917
- M. melanura (Cockerell, 1916)
- M. menuachus Cresson, 1868
- M. metenua Cockerell, 1924
- M. microsticta Cockerell, 1905
- M. micheneri LaBerge, 1961
- M. mimica Cresson, 1869
- M. minuscula LaBerge, 1961
- M. mitchelli LaBerge, 1956
- M. monoensis LaBerge, 1961
- M. montana Cresson, 1878
- M. moorei Cockerell, 1926
- M. morrilli Cockerell, 1918
- M. negligenda Cockerell, 1949

- M. nigracauda LaBerge, 1961
- M. nigroaenea (Smith, 1854)
- M. nivea Robertson, 1895
- M. ochraea LaBerge, 1961
- M. opuntiella Cockerell, 1911
- M. pallidisignata Cockerell, 1905
- M. panamensis Cockerell, 1928
- M. paroselae Cockerell, 1905
- M. paucipuncta LaBerge, 1961
- M. paulula LaBerge, 1961
- M. pennsylvanica (Lepeletier, 1841)
- M. perlusa Cockerell, 1925
- M. perpolita LaBerge, 1961
- M. persimilis Cockerell, 1949
- M. personatella Cockerell, 1901
- M. pexa LaBerge, 1961
- M. philadelphica (Lepeletier, 1841)
- M. pilleata LaBerge, 1961
- M. plumosa LaBerge, 1961
- M. pullata Cresson, 1865
- M. pullatella LaBerge, 1961
- M. raphaelis Cockerell, 1898
- M. relucens LaBerge, 1961
- M. rivalis Cresson, 1872
- M. robustior Cockerell, 1915
- M. rufipes LaBerge, 1961
- M. rufodentata Smith, 1854
- M. saponellus Cockerell, 1908
- M. scotti Cockerell, 1939
- M. semilupina Cockerell, 1905
- M. sexcincta (Lepeletier, 1841)
- M. snowii Cresson, 1878
- M. sonorensis LaBerge, 1963
- M. sphaeralceae Cockerell, 1896
- M. stearnsi Cockerell, 1905
- M. subagilis Cockerell, 1905
- M. subillata LaBerge, 1961
- M. submenuacha Cockerell, 1897
- M. tepaneca Cresson, 1878
- M. tepida Cresson, 1878
- M. terminata LaBerge, 1961
- M. tescorum LaBerge, 1963
- M. tessellata LaBerge, 1956
- M. thelypodii Cockerell, 1905
- M. tibialis (Fabricius, 1804)
- M. tincta LaBerge, 1961
- M. tintinnans (Holmberg, 1884)
- M. tribas LaBerge, 1961
- M. trifasciata Cresson, 1878
- M. trinodis Robertson, 1901
- M. tristis Cockerell, 1894
- M. tuckeri Cockerell, 1909
- M. utahensis LaBerge, 1961
- M. velutina (Cockerell, 1916)
- M. verbesinarum Cockerell, 1905
- M. vernalis LaBerge, 1961
- M. vernoniae Robertson, 1902
- M. wheeleri Cockerell, 1906